# Генеральне консульство України в Кракові
Генеральне консульство України в Кракові (пол. Konsulat Generalny Ukrainy w Krakowie) — дипломатична місія України в Кракові, Польща.
Консульський округ охоплює такі воєводства: Малопольське, Сілезьке та Свентокшиське.

## Генеральні консули України в Кракові
1. Куравський Зіновій Васильович (1997—2001)
2. Медовніков Олександр Михайлович (2001—2005)
3. Бродович Михайло Франкович (2005—2010)
4. Максименко Віталій Миколайович (2010—2015)
5. Мандюк Олег Семенович (2015—2019)
6. Войнаровський Вячеслав Анатолійович (з 2020)